# Єрмоленко Михайло Володимирович
Миха́йло Володи́мирович Єрмо́ленко (нар. 30 грудня 1976, Маріуполь, Донецька область, Українська РСР — 9 травня 2014, Маріуполь, донецька область, Україна) — український правоохоронець, прапорщик міліції, захисник Маріуполя.

## Життєпис
У лавах правоохоронних органів з 1995 року.
Прапорщик міліції, молодший інспектор зв'язку батальйону патрульної служби міліції Маріупольського МУ ГУ МВС України в Донецькій області.
Вранці 9 травня начальник Маріупольського управління міліції Валерій Андрущук проводив нараду з командирами силових підрозділів на 3-му поверсі будівлі управління на вулиці Георгіївській. Близько 10-ї години озброєні бойовики групи «Мангуста» спробували штурмувати міськуправління й зі стрільбою зайняли 1-й і 2-й поверхи. Михайло Єрмоленко у цей день перебував на службі в групі чергування. Почувши постріли, він побіг на допомогу товаришам та опинився в центрі ведення вогню на 2-му поверсі. Важкопоранений прапорщик залишався в будівлі до закінчення бойових дій. Люди, які винесли його на двір, були з числа нападників на міськуправління. Їх не затримали, бо вони виносили пораненого міліціонера, поклавши Михайла на землю, вони втекли, «розчинилися» у натовпі. Михайло помер від поранень в лікарні о 16:00.
Цього дня в бою з терористами загинули Богдан Шлемкевич (НГУ), Родіон Добродомов («Азов»), Олег Ейсмант (20 БТО), Сергій Демиденко (20 БТО) і Віктор Саєнко (начальник ДАІ).
Михайла поховали в Маріуполі. Вдома лишилися батьки, дружина Оксана та 7-річна донька Емілія.

## Нагороди
- Орден «За мужність» III ст. (20 червня 2014, посмертно) — за особисту мужність і героїзм, виявлені у захисті державного суверенітету та територіальної цілісності України, вірність військовій присязі та незламність духу[3].

## Вшанування пам'яті
8 травня 2015 року в Маріуполі на вул. Георгіївській відкрито меморіальну дошку на честь міліціонерів і військовослужбовців, які загинули під час захисту Маріупольського міськуправління міліції.